# Elk Creek Township (Missouri)
Pour les articles homonymes, voir Elk Creek.
Elk Creek Township est un township inactif, situé dans le comté de Wright, dans le Missouri, aux États-Unis,.
Le township est baptisé en référence au cours d'eau Elk Creek (en).

### Source de la traduction
- (en) Cet article est partiellement ou en totalité issu de l’article de Wikipédia en anglais intitulé « Elk Creek Township, Wright County, Missouri » (voir la liste des auteurs).